# Sklavin für einen Sommer
Sklavin für einen Sommer (im Original: L'alcova) ist ein italienischer Erotikfilm von Regisseur Joe D’Amato aus dem Jahr 1984.
In Deutschland wurde das Werk am 6. August 1987 erstmals veröffentlicht.

## Handlung
Das faschistische Italien Mitte der 1930er-Jahre: Schriftsteller Elio De Silvestris kehrt nach einjährigem Einsatz im Abessinienkrieg wohlbehalten auf seinen Landsitz in Livorno zurück. Mit ausgefallenen Gaben vom schwarzen Kontinent stellt er seine bisexuelle Frau Alessandra zufrieden. Als der unsensible Kommandant seiner Herzdame jedoch seine „persönliche Beute“ präsentiert, eine dunkelhäutige Prinzessin, die ihm als Geschenk überreicht wurde, reagiert diese verbittert. Nachfolgend beginnt sie sich für die junge Abessinierin namens Zerbal, die ihrem Herren trotz mangelnder Sprachkenntnisse völlig ergeben ist, zu interessieren.
Schon früher ging die herrschsüchtige Alessandra mit Wirma, Elios 23-jähriger Sekretärin, eine lesbische Liebschaft ein. Mit der Rückkehr Elios durchlebt die eifersüchtige Wirma eine schwere Zeit des Leids. Fortan hat sie ihre heimliche Geliebte wieder zu teilen. Zudem löst die Fremde, eine potentielle Nebenbuhlerin, bei Wirma Beziehungsängste aus. Dies führt unweigerlich zu Streitigkeiten, die später in offene Feindschaft umschlagen.
Als der mit Liquiditätsproblemen kämpfende Elio Zerbals überdrüssig wird, überträgt er seinen Machtanspruch auf seine hypersexuelle Frau. Alessandra wird so zur neuen Herrin, die Abessinierin ihre bevorzugte Geliebte. Die verschmähte Wirma zieht sich zurück, erweckt aber immerhin das Interesse von Furio, Elios Sohn aus erster Ehe.
Derweil schreibt Elio seine Erinnerungen an den Abessinienkrieg nieder, um mit der ausstehenden Veröffentlichung säumige Schulden bedienen zu können. Getrieben von Geldnot beschließt er überdies, die Produktion gewinnträchtiger Amateur-Pornofilme – mit den drei Damen des Hauses als Aktricen. Aller Bedenken zum Trotz geht der unmotivierte Streifen in Produktion. Beim Dreh wird der jungfräulichen Wirma allerdings schreckliches Leid zugefügt. Entgegen dem ursprünglichen Szenarium wird sie misshandelt und vom getreuen Bediensteten der De Silvestris’ brutal vergewaltigt. Der emotionslose Elio bannt das schändliche Treiben auf Zelluloid.
Als das Missbrauchsopfer am nächsten Morgen mit einer gestohlenen Filmrolle zum Tatort zurückkehrt, entdeckt sie etwas höchst Befremdliches. Zerbal ist im Begriff sich für den Verlust ihrer Freiheit zu rächen, indem sie manipulierend auf die De Silvestris einwirkt. Die Schönheit kehrt das Abhängigkeitsverhältnis um und avanciert zur neuen Herrin über Elio und Alessandra. Wirma erstarrt. Am Ende entfacht sie durch einen Zufall ein Feuer, welches auf Zerbal übergreift und sie unter Qualen verbrennen lässt. In der letzten Szene des Films ergreift die schockierte Wirma die Hand des ebenfalls anwesenden Furio.

## Veröffentlichung und Indizierung
In die deutschen Kinos schaffte es nur eine gekürzte Fassung. Diese wurde auch auf Video herausgebracht. 1989 wurde der Film durch die Bundesprüfstelle für jugendgefährdende Schriften als jugendgefährdend indiziert.
2005 veröffentlichte X-NK den Sklavin für einen Sommer erstmals ungeschnitten in einer DVD-Hartbox in Deutschland.
2006 erfolgte eine weitere Indizierung in Listenteil A. 2014 erfolgte die Listenstreichung, da eine Indizierung nach 25 Jahren ihre Wirkung verliert.
Der Film wurde 2021 erneut gekürzt auf DVD herausgebracht, dieses Mal als Amaray aus dem Hause Donau Film.

## Kritiken
Das Lexikon des internationalen Films schreibt, der Film sei ein mit „sadistische[n] Leidenschaften angereicherter Soft-Porno aus den Niederungen dieses Genres.“